# Some Kind of Nothingness
«Some Kind of Nothingness» es una canción del grupo galés de rock alternativo Manic Street Preachers que fue lanzada al mercado el 6 de diciembre de 2010 como segundo sencillo de su disco de estudio Postcards from a Young Man, en colaboración con el artista inglés Ian McCulloch, líder de la banda de rock Echo & the Bunnymen.
El sencillo entró en la lista de singles del Reino Unido (UK Singles Chart) en el número 44, convirtiéndose en el primer sencillo del grupo en no superar el techo del Top 40 desde que firmaron con Sony Music en 1991. Nicky Wire, bajista y compositor del grupo, expresó en una entrevista su decepción. "Me fastidió que se perdiera estar en el Top 40", antes de agregar "mi emoción siempre se convierte en una verdadera dosis de miedo cuando espero una posición en la lista o para averiguar si van a reproducir nuestro disco [...] es como esperar a que ese sobre caiga por la puerta y ver que tienes un suspenso en geografía".
Para promocionar el sencillo, la banda interpretó la canción en el programa de la BBC Strictly Come Dancing. También se rodó un videoclip para la misma, grabado en dos tomas, y en pantalla dividida, en el que se presentan a James Dean Bradfield y a Ian McCulloch caminando respectivamente por Cardiff y Liverpool.

## Posición en listas
| Listas (2010)                  | Posición más alta |
| ------------------------------ | ----------------- |
| Reino Unido (UK Singles Chart) | 44                |